# Батура, Михаил Павлович
Михаи́л Па́влович Бату́ра (бел. Міхаіл Паўлавіч Батура; род. 16 мая 1950, д. Клюковичи, Новогрудский район, Гродненская область) — белорусский специалист в области системного анализа, управления и обработки информации в технических и организационных системах, доктор технических наук (2004), профессор, академик Международной академии наук высшей школы. Ректор Белорусского государственного университета информатики и радиоэлектроники (БГУИР) города Минска с 2000 года по 23 мая 2018 года.

## Биография
Михаил Павлович Батура родился 16 мая 1950 года в д. Клюковичи Новогрудского района Гродненской области. В 1966 году окончил с серебряной медалью Куровичскую среднюю школу Новогрудского района. Работал на стройке в родном колхозе «40 лет Октября».
В 1968—1970 гг. служил в рядах Вооруженных Сил СССР. В апреле 1970 г. от имени Президиума Верховного Совета СССР М. П. Батура был награждён юбилейной медалью «За воинскую доблесть» В ознаменование 100-летия со дня рождения Владимира Ильича Ленина».
В августе 1970 года стал студентом МРТИ. Все студенческие годы М. П. Батура — студент-отличник, 1973—1975 гг. — Ленинский стипендиат. Активно участвовал в общественной жизни: в 1972—1975 гг. избирался секретарем комитета комсомола факультета автоматики и вычислительной техники, членом Советского РК ЛКСМБ г. Минска. Девять раз выезжал в составе студенческих строительных отрядов в Коми АССР и Западную Сибирь в качестве бойца, бригадира, командира отряда, главного инженера, командира сводного отряда.
В 1975 году после окончания с отличием института направлен на работу на должность ассистента кафедры автоматизированных систем управления факультета автоматики и вычислительной техники МРТИ. С декабря 1978 года — аспирант очной формы обучения. После окончания аспирантуры с января 1982 года — ассистент кафедры вычислительных методов программирования.
В 1984 году защитил кандидатскую диссертацию, а в 1985 году ему присвоено ученое звание доцента. С января 1986 года работал заместителем декана, с декабря 1987 по февраль 1995 года — деканом факультета автоматизации управления, с февраля 1995 года по сентябрь 1998 года — деканом факультета информационных технологий и управления, с 1993 года — профессор кафедры вычислительных методов программирования. В 1996—1998 гг. работал ответственным секретарем приемной комиссии БГУИР. В сентябре 1998 года назначен на должность проректора по учебной работе университета, в июне 1999 года переведен на должность первого проректора. Со 2 октября 2000 года — ректор БГУИР.

## Научная деятельность
Является председателем экспертного совета БГУИР по научному направлению «Информационные и обучающие технологии в образовании» и научным руководителем научно-исследовательской лаборатории «Новые обучающие технологии». Член межведомственного экспертного Совета по приоритетному направлению фундаментальных научных исследований «Информатика. Теоретические основы информационных технологий, моделирование интеллектуальных процессов. Обработка информации».

## Общественная деятельность
- Председатель Минской городской организации Республиканского общественного объединения «Белая Русь».
- Член Наблюдательного совета Парка высоких технологий[1].

## Награды и премии
- Медаль «В ознаменование 100-летия со дня рождения Владимира Ильича Ленина» (1970).
- 6 марта 2000 года награждён нагрудным знаком «Выдатнік адукацыі Рэспублікі Беларусь».
- 4 марта 2004 года награждён медалью Национального олимпийского комитета Республики Беларусь «За выдатныя заслугі».
- 29 сентября 2005 года Указом Президента Республики Беларусь награждён медалью «За трудовые заслуги».
- В 2008 году присвоено почётное звание «Минчанин года» в номинации «В области высшего образования и науки».
- 23 февраля 2008 года награждён юбилейной медалью «90 лет Вооруженным Силам Республики Беларусь».
- 15 марта 2009 года награждён Почётной грамотой Министерства промышленности Республики Беларусь.
- Имя М. П. Батуры занесено в Книгу Славы Новогрудского района (2010)[2].
- 21 февраля 2011 года Указом Президента Республики Беларусь за многолетнюю плодотворную работу, высокий профессионализм, значительный личный вклад в развитие образования присвоено почётное звание «Заслуженный работник образования Республики Беларусь»[3].
- Почётная грамота Национального собрания Республики Беларусь.
- Почётная грамота Высшей аттестационной комиссии.
- Почётная грамота Министерства образования Республики Беларусь.
- Благодарность Министерства образования Республики Беларусь и Мингорисполкома за плодотворную научно-педагогическую деятельность и большой личный вклад в подготовку высокопрофессиональных специалистов и воспитание молодёжи.